# Мурав'янка-прудкокрил
Мурав'янка-прудкокрил (Hypocnemis) — рід горобцеподібних птахів родини сорокушових (Thamnophilidae). Представники цього роду мешкають в Амазонії .

## Види
Виділяють вісім видів:
- Мурав'янка-прудкокрил співоча (Hypocnemis cantator)
- Мурав'янка-прудкокрил рудобока (Hypocnemis flavescens)[5]
- Мурав'янка-прудкокрил перуанська (Hypocnemis peruviana)[6]
- Мурав'янка-прудкокрил жовтовола (Hypocnemis subflava)[7]
- Мурав'янка-прудкокрил рондонійська (Hypocnemis ochrogyna)[8]
- Мурав'янка-прудкокрил паранська (Hypocnemis striata)[9]
- Мурав'янка-прудкокрил манікорська (Hypocnemis rondoni)[10]
- Мурав'янка-прудкокрил жовтоброва (Hypocnemis hypoxantha)

За результатами молекулярно-генетичного дослідження виявилося, що співоча мурав'янка-прудкокрил насправді являє собою комплекс видів.